# Tinh Võ Thể Dục Hội
Tinh Võ Thể dục Hội, tên ban đầu là Thượng Hải Tinh Võ Thể dục Hội là một tổ chức võ thuật do Hoắc Nguyên Giáp sáng lập tại Thượng Hải vào năm 1909, với dụng ý hệ thống hóa võ thuật phổ biến rộng rãi nhằm mục đích phát triển thể lực, lòng yêu nước và tinh thần phản kháng ngoại xâm của thanh niên Trung Hoa đương thời.
Đến năm 1911, Tinh Võ Thể dục Hội bắt đầu mở các chi nhánh trên khắp Trung Hoa lục địa, tại Tân Gia Ba (Singapore), Mã Lai, Sài Gòn.
Vượt thoát khỏi sự ràng buộc của nghi lễ, sự tầm sư học đạo rất khó khăn trong các môn quyền thuật trước đây, Tinh Võ Thể dục Hội đã lần đầu tiên trong lịch sử võ thuật Trung Hoa phổ biến võ thuật tới đại chúng.

## Trong điện ảnh
Hoắc Nguyên Giáp, đệ tử Trần Chân và tổ chức võ thuật do ông sáng lập đã trở thành đề tài cho nhiều tác phẩm điện ảnh, trong đó có bộ phim Tinh Võ Môn do Lý Tiểu Long thủ vai, và về sau Chân Tử Đan cũng vào vai chính trong bộ phim cùng tên.